# Naseljivi planet
Naseljívi planét je planet ali naravni satelit (redkeje tudi asteroid), ki je zmožen razviti in ohranjati življenje.
Ker je obstoj nezemeljskega življenja trenutno negotov, je raziskovanje naseljivih planetov v glavnem ekstrapolacija razmer na Zemlji in značilnosti Sonca in celotnega Osončja, ki govorijo v prid razvitju življenja. Še posebej so pomembni faktorji, ki so ohranili zapletene, mnogocelične organizme in ne le preprosta, enocelična živa bitja, mikroorganizme. Raziskovanje in teorija v tej smeri je del planetologije in razvijajoče astrobiologije.
Absolutni pogoj za življenje je vir energije in predstava o naseljivem planetu pomeni, da mora biti izpoljnjenih več geofizikalnih, geokemijskih in astrofizikalnih kriterijev preden bo lahko astronomsko telo vzdrževalo življenje. V svojem astrobiološkem smerokazu je NASA definirala osnovne naseljivostne kriterije kot »široka območja tekoče vode, pogoje naklonjene sestavljanju zapletenih organskih molekul in energijske vire za oskrbovanje presnove.«
Zamisel, da so lahko drugi planeti od Zemlje naseljeni, je starodavna. Zgodovinsko so jo obravnavale filozofija in fizikalne naravoslovne znanosti. V poznem 20. stoletju je bil dosežen velik napredek. Opazovanja in raziskovanja s samodejnimi vesoljskimi plovili drugih planetov in naravnih satelitov znotraj Osončja so priskrbela točne informacije o opredeljevanju kriterijev naseljivosti in omogočila zanesljivo geofizikalno primerjavo med Zemljo in drugimi telesi. Odkritja zunajosončnih planetov v zgodnjih 1990-tih so dala nove informacije za raziskovanje možnega nezemeljskega življenja. Potrdila so dejstvo, da Sonce s planeti ni edinstveno med zvezdami, in razširila raziskovanja naseljivosti zunaj Osončja.

## Primerni zvezdni sistemi
Razumevanje naseljivosti planetov se začne pri zvezdah. Čeprav so lahko telesa, ki so podobna Zemlji, plodna, je prav tako pomemno da je njihov večji sistem sprejemljiv za življenje. Pod pokroviteljstvom Setijevega Projekta Phoenix sta Turnbullova in Tarterjeva leta 2002 razvili HabCat, katalog bližnjih naseljivih zvezdnih sistemov. Katalog je nastal s presejanjem skoraj 120.000 zvezd večjega Kataloga Hipparcosa v izluščeno skupino 17.000 možno naseljivih zvezdnih sistemov (»HabStars«). Izbirni kriterij za katalog omogoča dobro izhodišče za razumevanje astrofizikalnih faktorjev, ki so potrebni za naseljive planete.

### Spektralni razred
Spektralni razred zvezde nakazuje njeno temperaturo fotosfere, ki je za zvezde glavnega niza povezana s celotno maso. Za primerni spektralni razpon naseljivih zvezdnih sistemov trenutno velja »zgodnji F« ali »G« do »srednji K«. To odgovarja efektivnim površinskim temperaturam od malo več kot 7000 K do malo manj kot 4000 K. Sonce spektralnega razreda G2 V leži trdno znotraj teh mej. Zvezde »srednjega razreda« imajo več značilnosti, ki so pomembne za naseljivost planeta:
- živijo vsaj nekaj milijard let, kar omogoča razvoj življenja. Veliko svetlih zvezd glavnega niza razredov »O«, »B« in »A« po navadi živi manj kot milijardo let, v izjemnih primerih pa manj kot 10 milijonov.[6][b]
- oddajajo dovolj visokofrekventnega ultravijoličnega valovanja za sprožanje atmosferske dinamike kot je na primer tvorjenje ozona, ne pa tudi preveč, da bi ionizacija uničila zametek življenja.[7]
- tekoča voda lahko obstaja na površju planetov, ki krožijo okoli njih na razdaljah, ki ne povzročajo plimsko zvezanost.

Ta spektralni razpon verjetno obsega od 5 do 10 % zvezd v naši Galaksiji. Čeprav so šibkejše rdeče pritlikavke »poznega K« ali »M« razreda tudi primerne za naseljive planete, je verjetno najpomembnejše odprto vprašanje celotnega področja planetarne naseljivosti njihova vseprisotnost. Planet »superzemlja« Gliese 581 c (5,03 M⊕) kroži v naseljivem območju rdeče pritlikavke in morda vsebuje tekočo vodo. Morda pa je zaradi učinka tople grede prevroč za življenje, in je njegov najbližji sosed, tudi superzemlja, Gliese 581 d (> 7,7 M⊕), primernejši kandidat za naseljivost.

### Stabilno naseljivo območje
Naseljivo območje (NO) je teoretični obroč okrog zvezde, v katerem bi planeti na svojih poršjih imeli tekočo vodo. Poleg energijskega vira velja tekoča voda za najpomembnejšo sestavino za življenje, če upoštevamo kako pomembna je za vse življenjske sisteme na Zemlji. To lahko odseva enostranskost vodno odvisnih vrst in, če bodo našli življenje brez prisotnoti vode (na primer v raztopini tekočega amonijaka), bo treba predstavo o NO močno spremeniti ali pa jo drugače opustiti kot preveč omejujočo.
Stabilno NO pomeni dva faktorja. Obseg NO se kot prvo ne sme preveč spreminjati skozi čas. Vsem zvezdam se s starostjo povečuje izsev, tako da se ustrezno NO seveda seli navzven. Če pa se to zgodi prehitro, na primer s supermasivno zvezdo, bodo imeli planeti ozek pas snotraj NO in ustrezno manj možnosti za razvoj življenja. Računanje obsega NO in njegovo premikanje ni preprosto, pri čemer bodo negativne povratne zanke kot je ogljikov cikel poskušale uzravnavati večanje izseva. Predpostavke o atmosferskem stanju in geologiji imajo zaradi tega velik vpliv na domnevni obseg NO. Velik vpliv ima tudi razvoj Sonca. Predlagani parametri Sončevega NO so se zelo spreminjali.
Nobeno masivno telo kot je na primer plinski velikan se kot drugo ne more nahajati relativno blizu NO, da bi preveč vplivalo na Zemlji podobna telesa. Masa asteroidnega pasu se na primer ne more združiti v planet zaradi orbitalne resonance z Jupitrom. Če bi se plinski velikan nahajal v območju med tiroma Venere in Marsa, se Zemlja gotovo ne bi razvila v sedanjo obliko. To je do neke mere sicer možno, saj bi plinski velikan znotraj NO pod pravimi pogoji morda lahko imel naseljive naravne satelite.
V Osončju so notranji planeti zemljski, zunanji planeti pa plinski velikani. Odkritja zunajosončnih planetov kažejo, da v drugih zvezdnih sistemih ni vedno tako. Veliko teles velikosti Jupitra kroži okrog glavnega telesa in razbija morebitna NO. Obstoječi podatki za zunajosončne planete sicer nakazujejo takšne vrste zvezdnih sistemov (večji planeti v tesnih tirih), saj jih je lažje odkriti. Tako ostaja odprto vprašanje katera vrst zvezdnih sistemov je prevladujoča.

### Nizka spremenljivost izseva zvezd
Spremembe izseva so običajne za vse zvezde, vendar pokrivajo širok razpon. Večina zvezd je relativno stabilnih, večja množica spremenljivk pa večkrat doživi hitro in močno povečanje izseva in posledično količine oddane energije proti telesom v tiru. Takšne zvezde so slabi kandidati za gostovanje naseljivih planetov saj bi njihova nepredvidljivost in spremembe oddane energije negativno vplivala na organizme. Živa bitja, večinoma prilagojena na določen temperaturni obseg, bodo težko preživela prevelike temperaturne spremembe. Razmahe izsevov v splošnem spremljajo večje količine sevanja žarkov γ in rentgenskih žarkov, kar je lahko usodno. Atmosfere ublažijo takšne vplive (100 % absolutno povečanje Sončevega izseva nujno ne pomeni 100 % povečanje temperature na Zemlji), vendar se zastoj v atmosferi ne pojavi na planetih, ki krožijo okrog spremenljivk, ker bi jih visokofrekvenčni energijski preboji teh teles stalno izropali njihovega zaščitnega ovoja.
Sonce v tem smislu ni nevarno - sprememba med Sončevim maksimumom in minimumom je približno 0,1 % v njegovem 11-letnem ciklu. Obstaja močan (čeprav sporen) dokaz, da so imele tudi majhne spremembe Sončevega izseva skozi čas velike vplive na Zemljino podnebje. Malo ledeno dobo v sredini 2. tisočletja je na primer morda povzročil relativno dolgi upad Sončevega izseva. Zaradi takšnih pojavov ni nujno da je zvezda resnična spremenljivka, da razlike v njenem izsevu vplivajo na naseljivost. Od znanih Sončevih analogonov je najbolj podobna Soncu zvezda 18 Škorpijona. Na žalost je za vidike življenja, ki bi obstajal v njeni neposredni bližini, je edina pomembna razlika med obema telesoma amplituda solarnega cikla, ki je za zvezdo 18 Škorpijona veliko večji.

### Visoka kovinskost
Glavni snovi v zvezdah sta vodik in helij. Bolj se razlikuje vsebnost težjih (kovinskih) elementov. Visoka vsebnost kovin v zvezdah je povezana s količino težke snovi, ki je na razpolago v protoplanetnih diskih. Manjša vsebnost kovin precej zmanjša možnost, da se bodo planeti tvorili okrog zvezd, po teoriji solarnih meglic tvorjenja planetnih sestavov. Vsak planet, ki je nastal okrog zvezde z malo vsebnostjo kovin, bo imel verjetno majhno maso, in tako ne bo naklonjen življenju. Spektroskopske raziskave sestavov, kjer so do sedaj našli zunajosončne planete, potrjujejo povezavo med visoko vsebnostjo kovin in tvorjenjem planetov: »zvezde s planeti, oziroma vsaj s planeti, ki jih odkrijemo danes, imajo gotovo več kovin kot zvezde brez spremljevalnih planetov.«
Visoka kovinskost tudi zahteva mladost naseljivih zvezd. Zvezde, ki so nastale zgodaj v zgodovini Vesolja, imajo malo kovinskih elementov in s tem tudi manjšo verjetnost naseljivih planetov.

## Značilnosti planetov
Glavna podmena o naseljivih plnetih je, da so zemeljski. Takšni planeti, v grobem velikosti Zemljine mase, so prvenstveno zgrajeni iz silikatnih skal in nimajo plinskih zunanjih slojev vodika in helija, ki jih najdemo na plinskih velikanih. Možnost, da se lahko življenje razvije v oblačnih vrhovih plinskih velikanov, še ni popolnoma izključena, čeprav velja, da nimajo trdega površja in je njihova gravitacija ogromna. Naravni sateliti velikanskih planetov, pa ostajajo odlični kandidati za gostovanje življenja.
Pri analizi katera okolja so verjetno primerna za življenja se po navadi ločuje med preprostimi, enocelični organizmi kot so bakterije in arheje, in kompleksnimi mnogoceličarji (živali). Enoceličnost je nujno pred mnogoceličnostjo v vsakem domnevnem drevesu življenja, in kadar se razvijejo enocelični organizmi, ni zagotovila, da bo to vodilo do večje kompleksnosti. Značilnosti planetov, ki so navedene spodaj, se smatrajo za odločilne za življenje v splošnem, v vsakem primeru pa je treba upoštevati večje ovire naseljivosti za mnogocelične organizme kot so rastline in živali glede na enocelično življenje.

### Masa
Planeti z malo maso so slabi kandidati za življenje iz dveh razlogov. Njihova manjša gravitacija težje zadržuje atmosfero, čeprav imajo lahko celotna magnetna polja velik vpliv na zadržanje atmosfere. Sestavne molekule bodo prej dosegle ubežne hitrosti in bodo izgubljene v vesoljski prostor pri sunkih solarnega vetra ali pri mešanju zaradi trkov. Planeti brez debele atmosfere nimajo snovi, ki je potrebna za prvobitno biokemijo, imajo nizko toplotno izolacijo in skozi svoja površja slabo prevajajo toploto. Mars je s svojo tanko atmosfero hladnejši od Zemlje, če bi bila na enaki oddaljenosti. Takšni planeti manj varujejo pred visokofrekvenčnim sevanjem in meteoroidi. Kjer je atmosfera manj od 0,006 Zemljinega ozračja, voda ne more obstajati v kapljevinasti fazi, saj je atmosferski tlak premajhen - 4,56 mmHg (608 Pa). Temperaturni obseg, v katerem je voda kapljevinasta, je v splošnem manjši pri nižjih tlakih.
Kot drugo imajo manjši planeti manjše premere in zaradi tega višja razmerja med površjem in prostornino kot njihovi večji sorodniki. Takšna telesa hitro izgubljajo energijo, ki ostaja od njihovega nastanka in postanejo geološko mrtvi, brez ognjenikov, potresov in tektonske dejavnosti, ki zalagajo površje z vzdrževalno snovjo in atmosfero s temperaturnimi dušili kot je ogljikov dioksid. Obstoj plimskih sil iz bližnjih teles kot so naravni sateliti lahko pretvori vrtilno energijo v večjo količino notranje toplote, ki je verjetno pomemben faktor pri notranjem segrevanju naravnih satelitov našega Osončja, kot je na primer Io. Tektonika plošč je še posebej pomembna, vsaj na Zemlji, ne le da predeluje za reciklažo pomebne kemične spojine in minerale, ampak tudi pospešuje biološko raznolikost preko tvorjenja celin in povečano okolijsko kompleksnost, ter pomaga koncekcijske celice, potrebne za povzročanje Zemljine magnetnega polja.
»Mala masa« je deloma relativna oznaka; Zemlja velja za planet z malo maso glede na plinske velikane Osončja, vendar je največja, po premeru in masi, in najgostejša od vseh zemeljskih teles. je dovolj velika, da ohranja ozračje prek lastne gravitacije in dovolj velika, da njeno staljeno jedro ostaja toplotni stroj in poganja raznoliko geologijo površja. Razpad radioaktivnih elementov znotraj planetovega jedra je druga pomembna komponenta segrevanja planeta. Mars je na drugi strani skoraj (ali morda v celoti) geološko mrtev planet, in je iizgubil velik del svoje atmosfere. Spodnja meja za mase bi tako bila nekje med masami Marsa in Zemlje ali Venere. Za grobo ločnico mase naseljivih planetov so predlagali 0,3 Zemljine mase. Raziskava iz leta 2008 Harvard-Smithsonovega središča za astrofiziko nakazuje, da je ločnica lahko tudi višja. Morda je Zemlja na spodnji meji naseljivosti, saj če bi bila še manjša, tektonika plošča ne bi bila mogoča. Venere, ki ima 0,85 Zemljine mase, ne kaže znakov tektonske dejavnosti. Na drugi strani superzemlje, zemeljski planeti z večjo maso od Zemljine, bi imeli višje stopnje tektonike plošč in bi bili tako trdno zasidrani v obsegu naseljivosti. Izjemni pogoji nudijo izjemne primere: Jupitrov naravni satelit Io (manjši od zemeljskih planetov) je ognjeniško dinamičen zaradi gravitacijskih pretresov, ki jih povzroča njegov tir. Sosednja Evropa ima pod zmrznjeno plastjo tekoči ocean zaradi vira energije, ki nastaja pri kroženju okrog Jupitra. Saturnnov naravni satelit Titan ima možnost ohranjanja življenja, ker ohranja debelo atmosfero in na njegovem površju lahko v kapljevinastem metanu potekajo biokemične reakcije. Ti sateliti so izjeme, dokazujejo pa da masa kot kriterij naseljivosti ne more biti odločilen.
Večji planet bo imel večje železno jedro. To bi dovoljevalo da bi magnetno polje ščitilo pred zvezdnim vetrom, ki bi drugače trgal planetovo atmosfero in obstreljeval živa bitja z ioniziranimi delci. Masa ni edini kriterij za tvorbo magnetnega polja - saj se mora planet vrteti dovolj hitro, da znotraj jedra nastopi pojav dinama, je pa zelo pomembna komponenta procesa.

### Tir in vrtenje
Stabilnost je kritično obravnavanje določevanja vplivov značilnosti tirov in vrtenj na planetarno naseljivost. Izsrednost tira je razlika med planetovima prehodoma osrednjega telesa v najbližji in najbolj oddaljeni točki. Večja je izsrednost, večje je temperaturno nihanje na planetovem površju. Čeprav so živi organizmi prilagodljivi, lahko prenesejo le določena temperaturna nihanja, še posebej če prekašajo tako ledišče kot vrelišče planetovega glavnega biotičnega topila, na primer vode na Zemlji. Če bi se Zemljini oceani izmenično uplinjali in strjevali, bi si bilo težko predstavljati življenje kot ga poznamo in kot je nastalo in se razvilo. Bolj zapleten je organizem, večja je njegova temperaturna občutljivost. Zemljin tir je skoraj krožen, z isrednostjo manjšo od 0,02. Druga telesa Osončja, z razliko od Merkurja, imajo podobno majhne izsrednosti.
Podatki, zbrani o izsrednostih tirov zunajosončnih planetov, so presenetili večino raziskovalcev: 90 % jih ima izsrednosti večje od teles v Osončju, povprečje pa je dobrih 0,25. To je morebitna meja za naseljivost, ni pa natančno jasno kakšna izsrednost bi povzročala odločilni problem.
Tudi za gibanje planeta okrog svoje vrtilne osi mora veljati določen kriterij, da bi življenje imelo možnost se razviti. Prva predpostavka je, da mora imeti planet zmerne letne čase. Če je nagib vrtilne osi (ali nagnjenost) relativno na pravokotno smer ekliptike, letnih časov ne bo in glavni spodbujevalec biosferskega dinamizma bo izginil. Planet bo tudi hladnejši kot, če bi imel večji nagib. Kadar je največja jakost sevanja vedno do nekaj stopinj ekvatorja, se toplo podnebje ne more premakniti proti tečajema, in na planetu zavladajo hladnejši polarni podnebni sistemi.
Če ima planet velik nagib, bodo letni časi skrajni, tako da bo biosfera težje dosegla homeostazo. Čeprav je v kvartarju večji nagib Zemljine osi sovpadal z zmanjšanim polarnim ledom, višjimi temperaturami in manjšimi spremembami v letnih časih, znanstveniki ne vedo ali bi se takšno stanje nadaljevalo neomejeno dolgo z nadaljnjim povečanjem nagiba (glej snežena kepa Zemlja).
Trenutno se lahko vplivi teh sprememb modelirajo le z računalniki. Raziskave so pokazale da tudi veliki nagibi do 85° absolutno ne izključujejo »zagotovljenega življenja, ki ne zaseda celinskih površij, katera sezonsko napadajo najvišje temperature, in ti planeti lahko podpirajo bolj razvito življenje. Pokazale so tudi, da so od Zemlje hladnejši planeti le tisti z nagibom 0°. Upoštevati je treba ne samo srednji nagib vrtilne osi, ampak tudi njegove časovne spremembe. Zemljin nagib se je v  41.000 letih spreminjal od 21,5 do 24,5°. Izrazitejša sprememba, oziroma krajša periodičnost, bi povzročila podnebne vplive kot so spremembe v sezonski ostrosti.
Druga vpliva na tire planetov sta:
- planet se mora relativno hitro vrteti, tako da dnevnonočni cikel ni predolg. Če dan traja več let bo temperaturna razlika med dnevom in nočjo izrazita, tako da bodo stopili v ospredje problemi, podobni tistim, ki jih povzroča skrajna izsrednost tira.
- sprememba smeri vrtenja vrtilne osi (precesija enakonočij) ne sme biti izrazita. Sama po sebi precesija nujno ne vpliva tako na naseljivost kot vpliva na spremembo smeri nagiba in ne na njegovo velikost. Precesija pa poudarja spremembe, ki jih povzročajo druge nepravilnosti tirov (glej Milankovićevi cikli). Cikel precesije Zemljine vrtilne osi (platonsko leto) znaša približno 25.765 let.

#### Zemljina Luna
Zemljina Luna igra odločilno vlogo pri blaženju Zemljinega podnebja s stabilizacijo njenega nagiba vrtilne osi. Kaotični nagib bi slabo vplival na naseljivost. Satelit, velikosti Lune, ni samo v pomoč, ampak je pogoj za stabilizacijo nagiba. Ta možnost ostaja sporna. Če Lune ne bi bilo, bi bila vrtilna količina Zemlje manjša, in bi se kaotično območje raztezalo od 0 pa vse do 85°.

### Geokemija
V splošnem se domneva, da bo nezemeljsko življenje, ki bi morda obstajalo, temeljilo na enakih kemijskih osnovah kot na Zemlji, ker so štirje elementi najbolj potrebni za življenje, ogljik, vodik, kisik in dušik, tudi najbolj razširjeni kemično reaktivni elementi v Vesolju. Res so našli preproste biogenske sestavine, kot so aminokisline, v meteoritih in medzvezdnem prostoru. Ti štirje elementi skupaj sestavljajo več kot 96 % Zemljine skupne biomase. Ogljik ima zmožnost brez primere vezave in tvorjenja masivne množice zamotanih in raznolikih struktur, zaradi česar je idealni gradnik za zapletene mehanizme, ki oblikujejo žive celice. Vodik in kisik v vodi tvorita topilo, v katerem se odvijajo biološki procesi in v katerem so se pojavile prve reakcije, ki so privedle do pojave življenja. Energija, ki se sprosti pri oblikovanju močnih kovalentnih vezi med ogljikom in kisikom, razpoložljivih z oksidacijo organskih sestavin, je gorivo za vse kompleksne organizme. Skupja ti štirje elementi tvorijo aminokisline, ki so po vrsti gradniki proteinov, snovi živega tkiva. Poleg tega niti žveplo, potrebno za izgradnjo proteinov, niti fosfor, potreben za tvorjenje DNK in RNK ter adenozin fosfatov, nujnih za presnovo, nista redka.
Relativna množina v vesoljskem prostoru vedno ne odslikava razločevalne množine med planeti. Od štirih življenjskih elementov je v zemeljski skorji na primer dovolj le kisika. To je moč deloma pojasniti z dejstvom, da je več teh elementov, kot sta vodik in dušik, skupaj z njunimi najpreprostejšimi in najbolj razširjenimi spojinami, kot so ogljikov dioksid, ogljikov monoksid, metan, amonijak in voda, pri višjih temperaturah v plinasten stanju. V območjih blizu Sonca te hitro izparljive spojine verjetno niso imele velikega vpliva na geološko oblikovanje planetov. Kot pline so jih zadržale na novo nastale skorje, večinoma sestavljene iz skalnatih, nehlapljive spojine kot je silicijev dioksid (spojina silicija in kisika, na račun relativno velike količine kisika). Razplinjenje izparljivih spojin prek prvih ognjenikov je verjetno pripomoglo pri oblikovanju planetnih atmosfer. Miller-Ureyjevi poskusi leta 1953 na Univerzi v Chicagu so pokazali da se lahko aminokisline v prvobitni atmosferi z uporabo energije tvorijo s sintezo preprostih spojin.
Vendar ognjeniško razplinjenje morda ni pripomoglo h količini vode v Zemljinih oceanih. Velika večina vode in prav verjetno ogljika, potrebne za življenje, je morala priti iz zunanjega dela Osončja, stran od Sončeve toplote, kjer je lahko obstala v trdnem stanju. Kometi so lahko s trki z Zemljo v zgodnjem obdobju nastajanja Osončja na Zemljo odložili velike količine vode in druge izparljive spojine, ki jih zahteva življenje (vključno z aminokislinami), ter tako zagotovili zagon evolucije življenja.
Tako je utemeljeno domnevati da, čeprav so morali biti štirje »življenjski elementi« na razpolago drugod, naseljivi sistemi zahtevajo tudi dovod dolgoročno krožečih teles za oskrbo notranjih planetov. Brez kometov morda življenje, kot ga poznamo, ne bi obstajalo na Zemlji.

## Alternativni zvezdni sistemi
Pri določevanju možnosti nezemeljskega življenja so se astronomi dolgo časa ukvarjali z zvezdami kot je naše Sonce. Začeli pa so raziskovati možnost nastanka življenja v sistemih, ki niso podobna Sončevemu.

### Dvozvezdja
Po navadi je privzeto da 50 % ali več zvezdnih sistemov predstavljajo dvozvezdja. To je na eni strani posledica dejstva da so masivne in svetle zvezde velikokrat v dvozvezdjih, in jih je najlažje opazovati in katalogizirati. Natančnejša analiza je nakazala da so običajnejše, šibkejše zvezde po navadi enojne in da je do 2/3 zvezdnih sistemov tako enojnih.
Razmik med zvezdama v dvozvezdjih je od manj kot 1 astronomska enota do nekaj 100 a.e. Če so razmiki večji, bo vpliv gravitacije zvezd na kroženje planetov okrog sicer ustreznih zvezd zanemarljiv in možnost naseljivosti ne bo prekinjena, če tir nima velike izsrednosti (glej na primer domnevo o Nemezi). Pri precej manjši razmikih je tir lahko stabilen. Če je razdalja planeta do osrednje zvezde večja od približno 1/5 razdalje od najbližje točke do druge zvezde, stabilnost tira ni zagotovljena. Dolgo ni bilo znano ali lahko planeti sploh nastanejo v dvozvezdjih, kjer gravitacijske sile lahko motijo njihov nastanek. Teoretično delo Bossa, astrofizika s Carnegieove ustanove, je pokazalo da lahko plinski velikani nastanejo okrog zvezd v dvozvezdjih, podobno kot v enojnih sistemih.
Raziskava α Kentavra, najbližjega zvezdnega sistema glede na Sonce, je pokazala, da dvozvezdja ni treba izključevati pri iskanju naseljivih planetov. Najmanjši odmik Kentavra A in B je 11 a.e. (srednji odmik 23 a.e.), in obe imata verjetno stabilno naseljivo območje. Proučevanje dolgočasovne tirne stabilnosti simuliranih planetov kaže da so tiri stabilni za planete, oddaljene do 3 a.e. od posamezne zvezde, oziroma da se glavna polos ne spreminja več kot 5 %. NO za Kentavra A je previdno ocenjeno od 1,2 do 1,3 a.e in za Kentavra B od 0,73 do 0,74 a.e., kar je trdno v mejah v obeh primerih.

### Sistemi rdečih pritlikavk
Določanje naseljivosti planetov v sistemih rdečih pritlikavk lahko pomaga določiti kako razširjeno je lahko življenje v Vesolju, ker je delež rdečih pritlikavk med 70 do 90 % vseh zvezd v galaksiji. Rjave pritlikavke so morda številnejše od rdečih pritlikavk, vendar v splošnem ne veljajo za prave zvezde in ne morejo vzdrževati življenja, kot ga poznamo, saj se njihova oddana toplota hitro razprši.
Rdeče pritlikavke dolgo časa niso prišle v izbor življenjskih bivališč. Njihova majhna velikost (od 0,1 do 0,6 Sončeve mase) pomeni, da njihove jedrske reakcije potekajo izredno počasi in da oddaljajo zelo malo svetlobe (od 3 do 0,01 % svetlobe, kot jo oddajaj Sonce). Tir vsakega planeta okrog rdeče pritlikavke bi moral biti manjši, da bi na njem vladale površinske temperature kot na Zemlji - od 0,3 a.e. (Merkurjev tir) za zvezdo kot je Lacaille 8760 do 0,032 a.e. za zvezdo kot je Proksima Kentavra. Na takšnem planetu bi leto trajalo le 6,3 dni. Na takšnih razdaljah bi zvezdina gravitacija povzročila plimsko zvezanost. Dnevna stran planeta bi bila za vedno obrnjena k zvezdi, nočna stran pa stran od nje. Da na njem ne bi vladale peklenske razmere ali globoka zamrznjenost, bi morala biti njegova atmosfera dovolj debela, da bi lahko prenašala zvezdino toploti z dnevne na nočno stran. Dolgo so domnevali, da bi takšne debele atmosfere zadrževale zvezdno svetlobo, ki ne bi dosegla površja in tako onemogočala fotosintezo.
Ta pesimizem so ublažila raziskovanja. Raziskave Roberta Haberlea in Manoja Joshija iz Amesovega raziskovalnega središča Nase v Kaliforniji so pokazale, da mora biti atmosferski tlak le 100 mbar, oziroma 10 % Zemljinega ozračja, da se lahko zvezdina toplota učinkovito prenaša na nočno stran planeta. Pri tem se upošteva, da se v atmosferi nahajata toplogredna plina CO2 in H2O. To je čisto znotraj nivojev potrebnih za fotosintezo, čeprav lahko v nekaterih njihovih modelih voda ostaja zmrznjena na temni strani. Martin Heath z Greenwich Community Collegea je pokazal da lahko tudi morska voda učinkovito kroži brez zmrzovanja, če so oceanske kotanje dovolj globoke da dopuščajo prosti pretok pod ledeno kapo na nočni strani. Nadaljnje raziskave, ki so upoštevale količino fotosintetičnega aktivnega sevanja, so nakazale da so plimsko zvezani planeti v sistemih rdečih pritlikavk lahko naseljivi vsaj za višje razvite rastline.
Velikost ni edini faktor da so rdeče pritlikavke neprimerne za naseljive planete. Na planetu v sistemu rdeče pritlikavke bi bila fotosinteza na nočni strani nemogoča, ker ne bi bilo svetlobe. Na dnevni strani zvezda ne bi nikoli vzšla ali zašla tako da bi bila gorata območja vedno v senci. Fotosintezo kot jo poznamo bi oteževalo tudi dejstvo da rdeče pritlikavke sevajo večinoma v infrardečem, na Zemlji pa je proces odvisen od vidne svetlobe. Obstaja pa nekaj pozitivnih možnosti. Veliko zemeljskih ekosistemov je na primer odvisnih od kemosinteze in ne od fotosinteze. Ta pa je v sistemih rdečih pritlikavk možna. Zaradi statične lege glavne zvezde rastlinam ni treba usmerjati listov proti svetlobi, ni spreminjajočih senčnih vzorcev ali sprememb v fotosintezi pri shranjevanju energije preko noči. Zaradi manjka dnevno-nočnega cikla, vključno z medlo jutranjo ali večerno svetlobo, bi bilo pri dani sevalni stopnji na razpolago veliko več energije.
Rdeče pritlikavke so precej bolj spremenljive in nasilne kot njihove stabilne, večje sestrične. Velikokrat so pokrite s pegami, ki lahko zmanjšajo njihovo oddano svetlobo do 40 % za več mesecev naenkrat, drugič pa zvezde oddajajo velikanske blišče, ki lahko podvojijo njihov izsev v nekaj minutah. Takšna spremenljivost bi zelo škodila življenju, saj ne bi le uničila zapletenih organskih molekul, ki bi lahko tvorile biološke predhodnike, ampak bi lahko odpihnila znatne dele planetove atmosfere. Naseljivi planet okrog rdeče plitlikavke bi za varovanje pred zvezdinimi blišči potreboval hitro vrteče magnetno polje. Plimsko zvezani planet se vrti zelo počasi tako da v jedru ne more proizvajati geodinama. Nasilno obdebje bliščev življenjskih ciklov rdečih pritlikavk se ocenjuje na približno prvih 1,2 milijarde let. Če planet nastane daleč od rdeče pritlikavke in se ogne plimski zvezanosti, nato pa se po tem začetnem turbulentnem obdobju premakne v zvezdino naseljivo območje, bi se morda življenje lahko razvilo.
Rdeče pritlikavke pa imajo kot gostiteljice naseljivih planetov prednost pred drugimi zvezdami zaradi dolge življenjske dobe. Da se je človeštvo razvilo na Zemlji, je preteklo 4,5 milijarde let, življenje kot ga poznamo bo imelo primerne pogoje še vsaj 7,5 milijarde let. Rdeče pritlikavke pa lahko živijo bilijone let, saj so njihove jedrske reakcije precej počasnejše kot pri večjih zvezdah, kar pomeni da ima življenje več časa za razvoj in obstoj. Čeprav je verjetnost odkritja planeta v naseljivem območju kakšne rdeče pritlikavke majhna, je celotna količina naseljivega območja okrog vseh rdečih pritlikavk skupaj zaradi njihove vseprisotnosti enaka skupni količini za zvezde podobne Soncu.

## Drugi oziri

### Alternativna biokemija
Čeprav večina raziskovanj nezemeljskega življenja privzema da morajo imeti napredne oblike življenja podobne zahteve kot življenje na Zemlji, pa domneva o alternativni biokemiji predlaga možnost življenjskih oblik, ki so se razvile na podlagi različnih presnovnih mehanizmov. Morda lahko drugi elementi od tistih, potrebnih na Zemlji, zagotovijo biokemijsko osnovo za druge oblike življenja. Zamisel o biokemijskih ciklih, ki ne temeljijo na ogljiku in ne vsebujejo vode, je večinoma raziskovala fantastika. V delu Nastanek tujega življenja (Evolving the Alien) sta biolog Cohen in matematik Stewart pobijala da je astrobiologija, ki temelji na domnevi redke Zemlje, omejevalna in brez domišljije. Planeti podobni Zemlji po njima niso tako redki in zapleteno življenje, ki ne temelji na ogljiku, se lahko verjetno razvije v drugih okoljih.

### »Pravi Jupitri«
»Pravi Jupitri« so plinski velikani, kot Jupiter v Osončju, ki krožijo okrog svojih zvezd dovolj daleč stran od NO, da jih ne zmotijo, vendar dovolj blizu, da »zaščitijo« zemeljske planete z manjšimi tiri na dva odločilna načina. Kot prvo pomagajo stabilizirati tire in s tem podnebja notranjih planetov. Zaradi njih je notranji del zvezdnih sistemov relativno brez kometov in asteroidov, ki lahko povzročajo pogubne trke. Jupiter kroži okrog Sonca na približno petkratni razdalji Zemlje od Sonca. To je groba ocebna razdalje, ki jo lahko pričakujemo drugod za prave Jupitre. Jupitrova vloga »varuha« se je dramatično pokazala leta 1994, ko je v velikana trčil komet Shoemaker-Levy 9. Če Jupitrova gravitacija ne bi zajela kometa, bi verjetno vstopil v notranji del Osončja.
V zgodnjem obdobju Osončja je bil Jupiter pomemben še zaradi ene stvari. Povečal je izsrednost tira glavnega asteroidnega pasu in mnogim telesom omogočil, da so prečkali Zemljin tir in oskrbeli planet s pomembnimi hlapljivimi snovmi. Preden je Zemlja dosegla polovico sedanje mase, so ledena telesa iz Jupitrovega in Saturnovega območja ter majhna telesa iz prvotnega asteroidnega pasu zaradi gravitacijskega razprševanja Jupitra in v manjši meri Saturna na Zemljo prinašala vodo. Čeprav plinski velikani sedaj varujejo notranji del, so nekoč oskrbovali planete s snovmi, pomembnimi za naseljivost.
Telesa velikosti Jupitra, ki krožijo preblizu NO in ne v njem (na primer planet b (2,6 mJ) v sistemu Sončevega dvojčka 47 Velikega Medveda), ali je izsrednost njihovega tira velika, da prečkajo NO (na primer planet Bb (1,7 mJ) v trozvezdju z dvema Sončevima dvojčkoma in rdečo pritlikavko 16 Laboda), zelo otežujejo nastanek planetov podobnih Zemlji.

### Galaktična soseščina
Znanstveniki so upoštevali tudi možnost, da so določeni predeli galaksij ugodnejši za življenje od drugih. Osončje v katerem živimo, v Orionovem kraku na robu Galaksije, leži v življenju primernem predelu:
- ker ne leži v kroglasti kopici, kjer velika zgoščenost zvezd zaradi prekomernega sevanja in gravitacijskih motenj ni ugodna za življenje. Kroglaste kopice v glavnem tudi sestavljajo starejše, s kovinami revne zvezde,
- ker ne leži blizu dejavnega vira žarkov γ,
- ker ne leži blizu galaktičnega središča, kjer zgoščenost zvezd spet povečuje možnost ioniziranega sevanja (na primer z magnetarjev in supernov). V središču galaksije verjetno leži supermasivna črna luknja, ki tudi predstavlja nevarnost sosednjim telesom.
- ker krožni tir Sonca okrog galaktičnega središča omogoča, da ostaja zunaj galatičnih spiralnih krakov, kjer močno sevanje in gravitacija spet lahko onemogočata ugodne razmere.[44]

Relativna osamljenost je zelo pomembna za sisteme, ki podpirajo življenje. Če bi se Sonce nahajalo v gostejšem predelu zvezdnih sistemov, bi se zelo povečala verjetnost da bi bilo preblizu nevarnih virov sevanja. Goste soseščine lahko še naprej poslabšajo stabilnost krožečih teles, kot na primer telesa iz Ooortovega oblaka ali Kuiperjevega pasu, ki lahko, če so prisiljeni usmeriti se v notranje dele Osončja, povzročajo razdejanje.
Čeprav so pregosti predeli neustrezni za naseljivost, so neustrezni tudi preveč osamljeni predeli. Zvezda, bogata s kovinami kot Sonce, verjetno ne bi nastala v zunanjih predelih Galaksije zaradi pomanjkanja kovin in splošnega pomanjkanja nastajanja zvezd. Tako je »predmestna« lega, ki jo uživa Osončje, primernejša od predelov blizu galaktičnega središča ali zunanjih predelov.

### Vpliv življenja samega na naseljivost
Dodatni faktor k nastanku življenja je tudi predstava, da življenje samo, ko nastane, upravičeno postane faktor naseljivosti. Pomembni primer z Zemlje je tvorba kisika s pomočjo modrozelenih bakterij in sčasoma fotosintetičnih rastlin, kar je vodilo do temeljite spremembe v sestavu Zemljine atmosfere. Ta kisik je bil ključnega pomena pri dihanju kasnejših živalskih vrst.
Ta medsebojni vpliv med življenjem in kasnejšo naseljivostjo so raziskovali na več načinov. Domneva Gaje, razred znanstvenih modelov geo-biosfere, ki jo je leta 1975 razvil sir Lovelock, privzema da življenje kot celota pospešuje in ohranja primerne pogoje za lastni obstoj, tako da pomaga ustvarjati planetno okolje primerno za njegovo nepretrganost. Domneva predvideva tudi da se planetni sestavi obnašajo kot vrsta organizma. Najuspešnejše oblike življenja spremenijo sestavo atmosfere, hidrosfere in prsti, tako da je njihov nadaljnji obstoj zanesljivejši, to pa predstavlja sporno razširitev sprejetih zakonov ekologije.
Vključitev dejstva da biota kaže skupno skrb se lahko pokaže kot neznanstveno in ponarejeno. Več raziskovalcev je prišlo do povezanih zaključkov vendar brez da bi nujno sprejeli teleologijo, ki jo nakazal Lovelock. Astrobiolog Grinspoon je predlagal »domnevo živečih svetov« v kateri našega razumevanja kaj določa naseljivost ne moremo ločiti od življenja, ki že obstaja na planetu. Planeti, ki so geološko in meteorološko živi, bodo verjetno tudi biološko živi in »planet in njegovo življenje se bosta skupaj razvijala.«
V svoji knjigi Priviligirani planet (The Privileged Planet) iz leta 2004 astrofizik Gonzalez in filozof Richards raziskujeta možno povezavo med naseljivim planetom in njegovo ustreznostjo za opazovanje preostalega Vesolja. Knjigo so kritizirali kot primer iz struje o razvoju življenja s pomočjo inteligentnega načrta in zaradi pomanjkanja znanstvene verodostojnosti.

### Mikrookolja
Drugi zapleteni faktor pri raziskovanju kriterijev planetarne naseljivosti je, da mora biti naseljiv le majhen del planeta, če naj vzdržuje kakšno življenje. Astrobiologi se velikokrat ukvarjajo s predstavo »mikrookolij«, kjer »nam manjka osnovno razumevanje kako evolucijske sile, kot so mutacija, selekcija in genetski zdrs, delujejo v mikroorganizmih, ki delujejo in reagirajo na spreminjajoča se mikrookolja.«
Planet, ki drugače ne bi bil primeren za vdrževanje atmosfere zaradi zvezdnih pogojev v njegovi bližini, bi morda lahko vzdrževal primerne pogoje znotraj globoke temne razpoke ali ognjeniške jame. Sagan je raziskoval takšne primere v samem Osončju. V svojem članku iz leta 1976 je obravnaval možnost organizmov, ki se vedno nahajajo v zgornjih predelih Jupitrove atmosfere, navkljub dejstvu da je sama površina Jupitra očitno nenaseljiva. Njegovo zamisel je opisal na primer Clarke v svoji Odiseji v Vesolju.